# Айгарс Бікше
Айгарс Бікше (латис. Aigars Bikše; нар. 8 лютого 1969, Рига) — латвійський політик, скульптор і викладач Латвійської академії мистецтв. Член Сейму 13-го скликання.

## Біографія
Навчався в Юрмальській середній школі No 1 (1975—1984) та Ризькій середній школі прикладного мистецтва (1984—1990). Навчався в бакалаврських, магістерських та докторських програмах Латвійської академії мистецтв, одночасно був викладачем Латвійської академії мистецтв (1998—2000), доцентом (2000—2004), доцентом (2004—2008), завідувач кафедри візуальної пластики (з 2006), професор візуальної пластики (з 2007). Креативний директор рекламного агентства Baltic FSB (2000—2001), голова правління громадської організації MMIC (2005—2008).
Бере участь у виставках з 1990 року. Брав участь у скульптурній квадріналє «Рига 2000», латвійській експозиції «Ідентичність — сучасна реальність» у виставці Art Moskow (2001), міжнародному симпозіумі з бронзової скульптури в Ризі (2003), виставках робіт художників у Лорієні (Франція, 2004), Триєнале Ечіго Цумарі (Японія, 2006), Балтійській бієнале мистецтв Раума (Фінляндія, 2010) тощо.
Айгарса Бікше належить дизайн трьох колекційних монет Латвійського банку: «100 років олімпійських ігор», «Бурштинова монета», «90 років Латвії».

## Політична діяльність
На парламентських виборах 2018 року входив до списку соціально-ліберальної групи партій Розвиток / За!, проте виявився за межами прохідної частини списку. 18 грудня 2020 року отримав депутатський мандат Сейму Латвії замість Артура Тома Плеша, який склав депутатські повноваження у зв'язку з призначенням на міністерський пост.
25 травня 2021 року виступив з резонансною заявою про те, що у відповідь на примусову посадку в Мінську літака з білоруським опозиціонером Романом Протасевичем Латвія повинна затримати збірну Білорусі з хокею, що брала участь у чемпіонаті світу з хокею в Ризі. Затриманих хокеїстів Бікше запропонував обміняти на латвійсько-білоруському кордоні на всіх білоруських політв'язнів. Зажадавши перейти в боротьбі з режимом Олександра Лукашенка в Білорусі від символічних жестів до реальних заходів, Бікше заявив: «Нам нема чого втрачати, ми вже втратили занадто багато свободи, самоповаги і гордості».